# جدجد قوي
جدجد قوي (الاسم العلمي: Gryllus firmus) هو نوع من الحشرات يتبع جنس الجدجد من فصيلة الجداجد الحقيقية.